# Christian Noël
Pour les articles homonymes, voir Noël (homonymie).

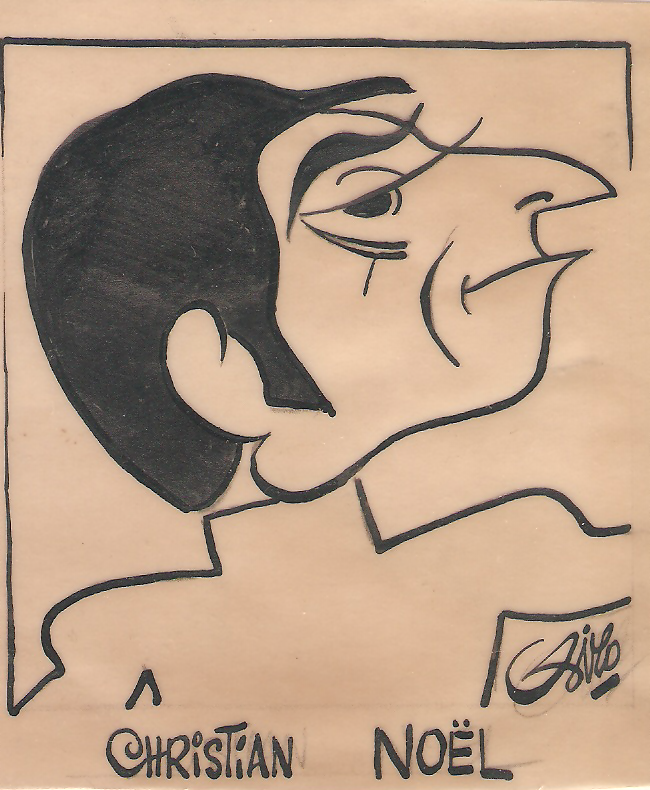
Christian NOËL vu par Siro

Christian Noël, né le 13 mars 1945 à Agen, est un ancien escrimeur français. Membre de l'équipe de France de fleuret, il fut à plusieurs reprises médaillé lors des Jeux olympiques.

## Palmarès

### Jeux olympiques
- Médaille d'or au fleuret par équipe en 1968
- Médaille de bronze au fleuret par équipe en 1964
- Médaille de bronze au fleuret en 1972
- Médaille de bronze au fleuret par équipe en 1972
- Médaille de bronze au fleuret par équipe en 1976

### Championnats du monde
- Champion du monde par équipe en 1971 à Vienne
- Champion du monde individuel en 1973 à Göteborg
- Champion du monde individuel en 1975 à Budapest
- Champion du monde par équipe en 1975 à Budapest

### Jeux méditerranéens
- Médaille d'argent au fleuret en 1967 à Tunis
- Médaille d'argent au fleuret en 1971 à Izmir

### Championnats de France
- Champion de France de fleuret en 1969, 1970, 1976

## Distinctions
- Commandeur de l'ordre national du Mérite (décret du 30 avril 2002)[1]